# Платонешти (Харгита)
Платонешти (рум. Platonești) насеље је у Румунији у округу Харгита у општини Сармаш. Oпштина се налази на надморској висини од 711 m.

## Становништво
Према подацима из 2002. године у насељу је живело 511 становника, од којих су сви румунске националности.